# Maleonitrildithiolát sodný
Maleonitrildithiolát sodný, zkráceně mnt, je organická sloučenina se vzorcem Na2S2C2(CN)2; název se obvykle používá pro cis-sloučeninu, strukturou podobnou malononitrilu ((CH2(CN))2). Sloučenina patří mezi dithioleny, vytváří tak alken-1,2-dithiolátové komplexy, jako je Ni(mnt)2]2−.

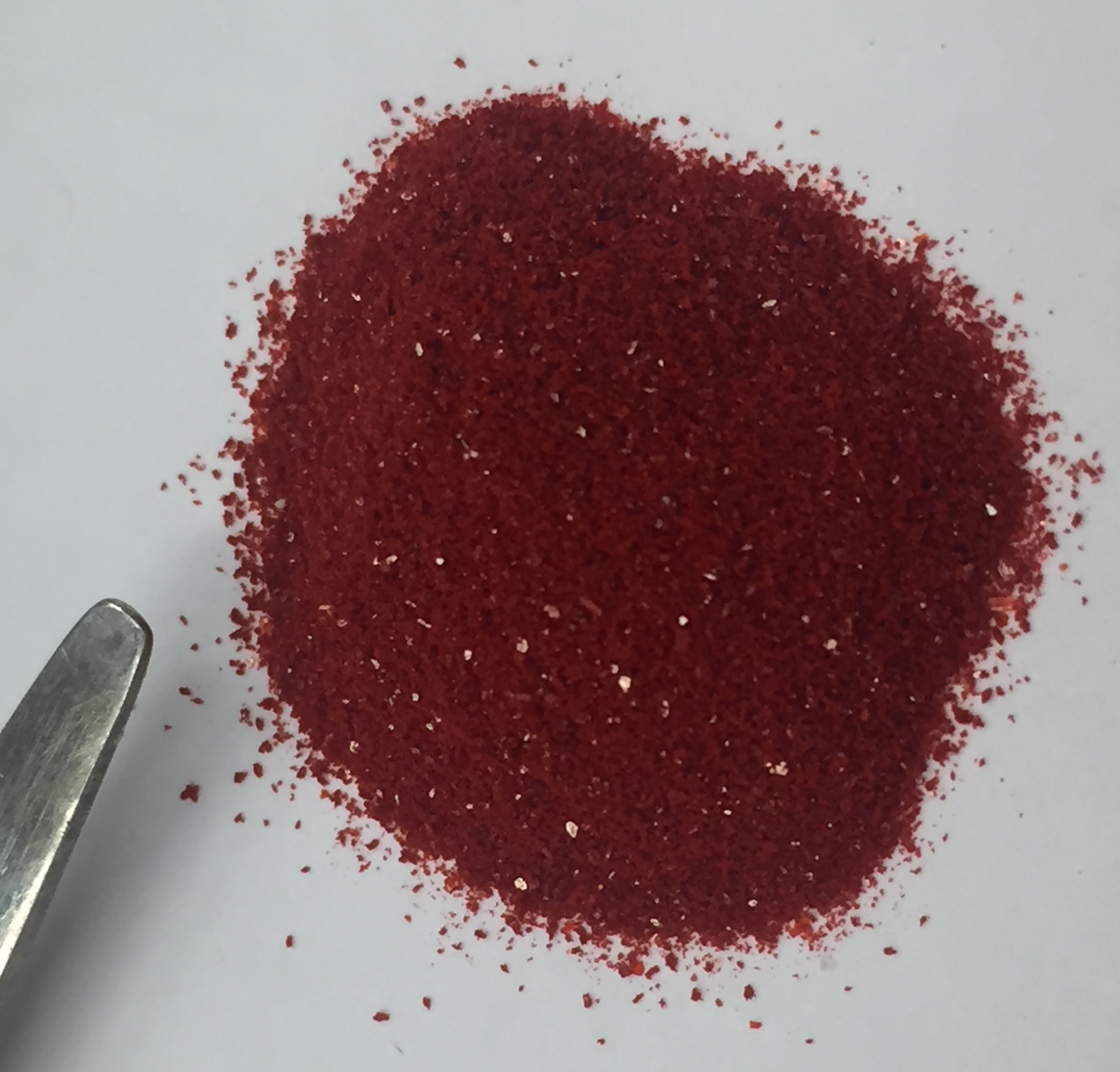
Vzorek ([(CH_{3}CH_{2})_{4}N]^{+})2[Ni(mnt)_{2}]^{2−}

Připravuje se reakcí sirouhlíku s kyanidem sodným a hydrolýzou vzniklého kyanodithioformiátu za uvolnění síry:
8 NaCN + 8 CS2 → 4 Na2S2C2(CN)2 + S8
První příprava maleonitrildithiolátu sodného byla provedena v roce 1958.